# Pastime with Good Company
Pastime with Good Company (Досуг в хорошем обществе), также известная как Kings Balad (Kynges Balade), «Баллада короля») — английская песня, написанная королём Генрихом VIII в начале XVI века, вскоре после его коронации. Песня является самым известным его произведением, и стала популярной в Англии и других европейских странах во времена Ренессанса. Считается, что песня написана для Екатерины Арагонской.

## Исторический контекст

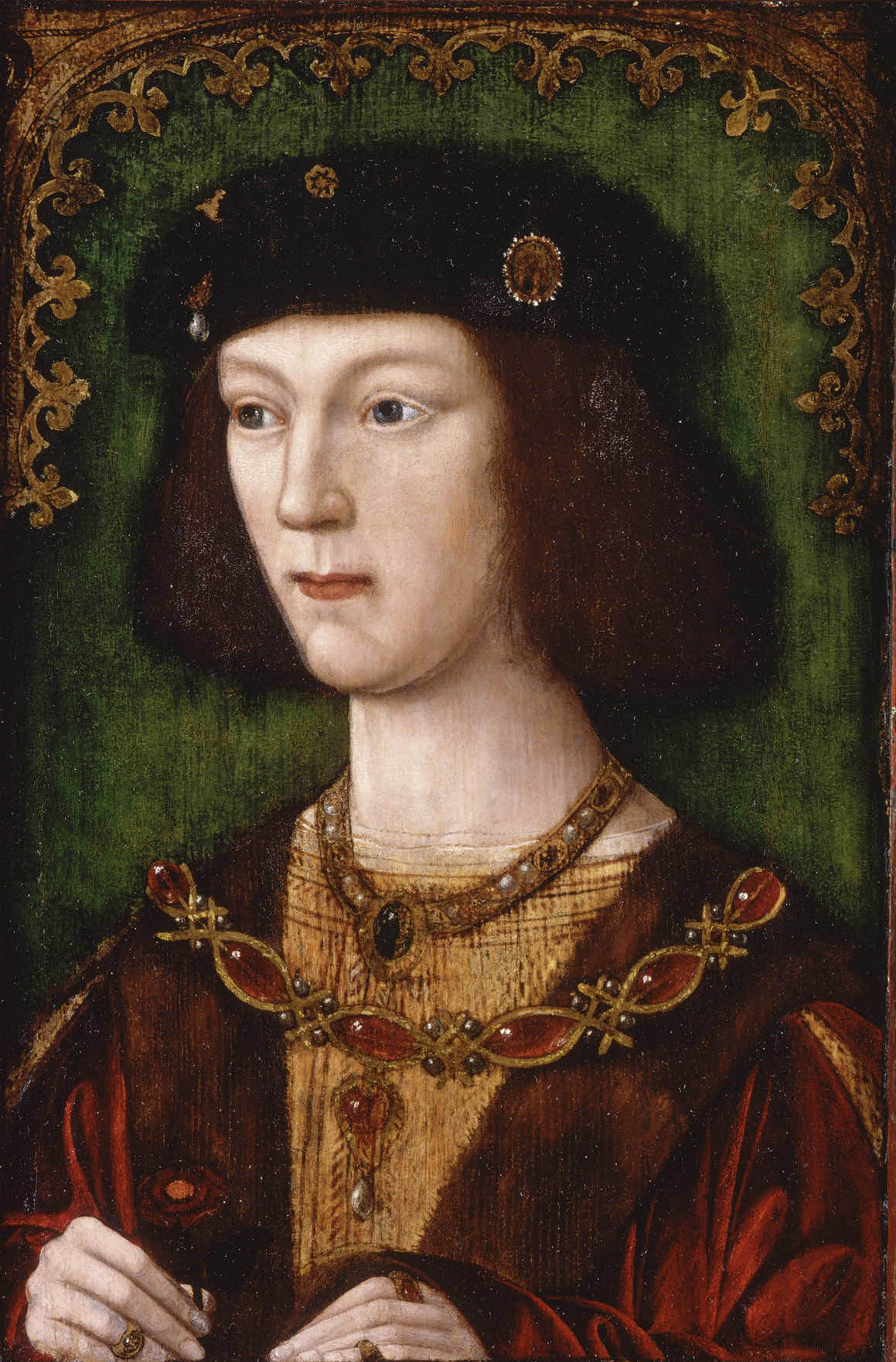
Восемнадцатилетний король Генрих VIII после коронации в 1509 году, примерно в это время и была написана песня

Начало правления Генриха VIII стало символом изобилия и излишеств английского двора. Королевские банкеты и праздники проводились на постоянной основе, равно как и открытые спортивные развлечения, такие как охота, соколиная охота, рыцарские турниры и соревнования лучников. Молодой король сам был хорошим спортсменом, упражняясь в верховой езде, стрельбе из лука, борьбе и игре в реал-теннис. Песня была написана в течение этого периода, и представляет собой общее одобрение всех этих развлечений, изображающие общее состояние увеселения и беззаботности, которая сложилась при королевском дворе в то время. В то же время, текст предоставляет моральное оправдание этих радостей: общество лучше безделья, ибо последнее порождает грех.

## Песня
Как и каждый благородный человек времён Ренессанса, Генрих VIII владел многими навыками, которые включали: фехтование, охоту, танцы, стихосложение, пение, и исполнение и написание музыки. Современники считали Генриха талантливым композитором и поэтом.
Песню должны были играть при дворе, вместе с другими произведениями короля. Однако, благодаря простой и запоминающейся мелодии она стала популярной и вскоре часто исполнилась на торжествах, ярмарках и в тавернах. Также считается, что песня была одним из любимых музыкальных произведений королевы Елизаветы I.
В документе 1548 года «The Complaynt of Scotland» анонимный автор упоминает «Passetyme with gude companye» в числе самых популярных песен Шотландского королевства в начале XVI века.
Фолк-рок группа Blackmore’s Night исполнила эту песню в альбоме 1999 года Under a Violet Moon.

## Текст песни
| оригинальная орфография:            | современная орфография:              | перевод:                               |
| Passetyme with gude companye,       | Pastime with good company,           | В компании доброй славный досуг        |
| I love, and shall until I dye.      | I love, and shall until I die.       | Любить не перестану, покуда я жив.     |
| Gruch who wyll, but none deny,      | Grudge who will, but none deny,      | Кто и позавидует, но кто помешает?     |
| So God be pleeyd, thus lyfe wyll I. | So God be pleased, thus live will I. | Покуда Бог доволен, я так и буду жить. |
| For my pastaunce:                   | For my pastance:                     | Досугу своему:                         |
| Hunt, syng, and daunce,             | Hunt, sing, and dance,               | Охоте, песням, танцам,                 |
| My hert ys sett!                    | My heart is set!                     | Всем сердцем я рад.                    |
| All gudely sport,                   | All goodly sport,                    | Все развлеченья дивные                 |
| Fore my comfort,                    | For my comfort,                      | Услады моей ради                       |
| Who shall me lett?                  | Who shall me let?                    | Кто мне запретит?                      |
|                                     |                                      |                                        |
| Youth wyll have nedes dalyaunce,    | Youth must have some dalliance,      | В юности фривольной всему место есть,  |
| Of gude or yll some pastaunce,      | Of good or ill some pastance.        | И добрым, и худым досужим часам.       |
| Companye me thynketh them best,     | Company methinks them best,          | Компания, по мне, всему голова,        |
| All thouts and fansyes to dygest.   | All thoughts and fancies to digest.  | Все думы, все мечты с нею по плечу.    |
| For ydleness,                       | For idleness,                        | Ведь праздность — вот                  |
| Ys chef mastres                     | Is chief mistress                    | Кто госпожа                            |
| Of vyces all:                       | Of vices all:                        | Пороков всех:                          |
| Than who can say,                   | Then who can say,                    | Так что ж — не смех                    |
| But myrth and play                  | But mirth and play,                  | Иль не игра                            |
| Ys best of all?                     | Is best of all?                      | Всего милей?                           |
|                                     |                                      |                                        |
| Companye with honeste,              | Company with honesty,                | Компании честно́й                       |
| Ys vertu, vyce to flee.             | Is virtue, vice to flee.             | И доброй порок бежит.                  |
| Companye ys gude or yll,            | Company is good and ill,             | Плоха она иль хороша,                  |
| But ev’ry man hath hys frewylle.    | But every man has his free will.     | Но каждый сам себе хозяин.             |
| The best ensyue,                    | The best ensue,                      | Лучшего добиться,                      |
| The worst eschew,                   | The worst eschew,                    | Худшего избежать,                      |
| My mynd shall be:                   | My mind shall be:                    | Я мыслю так:                           |
| Vertue to use,                      | Virtue to use,                       | Добру — простор,                       |
| Vyce to refuse,                     | Vice to refuse,                      | Пороку — отпор,                        |
| Thus shall I use me!                | Thus shall I use me!                 | Так жизнь я проведу!                   |

## Записи
- Viva l’amore. Bassano, 1999, Flanders Recorder Quartet and Capilla Flamenca, 1999 (OPS 30-239). Contains a recording of Pastime with good company.
- Pastyme With Good Companye. Music at the Court of Henry VIII, Ensemble Dreiklang Berlin, 2004 (CHAN 0709).